# Strużyna (województwo warmińsko-mazurskie)
Strużyna (niem. Silberbach) – wieś w Polsce położona w województwie warmińsko-mazurskim, w powiecie ostródzkim, w gminie Morąg. W latach 1975–1998 miejscowość położona była w województwie olsztyńskim. Miejscowość leży w historycznym regionie Prus Górnych. W latach 1945–1946 miejscowość nosiła nazwę Srebrniki.

## Części wsi
| SIMC    | Nazwa     | Rodzaj     |
| ------- | --------- | ---------- |
| 0482795 | Stabuniki | przysiółek |

## Historia
W okolicy wsi znajdują się ślady po dawnym, dużym grodzisku Prusów. Dawniej grodzisko to zwane było Johannisberg, obecnie położone w lesie, około 1,5 km na wschód od Strużyny. Datowane jest na okres wczesnego średniowiecza (XI-XIII w.). Grodzisko usytuowane było na wysokim cyplu o dogodnych warunkach obronnych (od strony północnej dostępu broniła głęboka dolina Srebrnej Strugi, od wschodu częściowo osuszone Jezioro Długie). Pozostałością po grodzisku jest pierścieniowaty wał o wysokości 1 m, okalający majdan o średnicy 21 m. Szacuje się, że całość obronnej budowli zajmowała obszar około 1,9 ha. Grodzisko oddzielone było od nasady cypla fosą i kamienno-ziemnym wałem zaporowym o wysokości 1,5 m. W pozostałościach po wale doszukać się można śladów wieży strażniczej.
Wieś wymieniana w dokumentach w 1352 r., jako wieś ziemiańska na 62 włókach. W roku 1782 we wsi odnotowano 44 domy (dymy), natomiast w 1858 w 61 gospodarstwach domowych było 523 mieszkańców. W latach 1937–1939 było 607 mieszkańców. W roku 1973 wieś należała do powiatu morąskiego, gmina Morąg, poczta Łączno.

## Zabytki
We wsi znajduje się barokowy kościół parafialny, wzniesiony w latach 1757–1754. Z obu stron zakończony trójbocznie, w połowie nawy znajduje się dwukondygnacyjna wieża nakryta ostrosłupowym hełmem, nad drzwiami do niej umieszczony jest herb rycerski i data "1751". Ołtarz i ambona pochodzą z początków XVIII w. Kościół wybudowany jest na planie wydłużonego ośmioboku.